# Linha Brasil
Linha Brasil é uma localidade rural do município brasileiro de Nova Petrópolis, no Rio Grande do Sul. Fica localizada no distrito de Boêmios, na rodovia ERS-235, no caminho para Gramado. A localidade possui uma unidade básica de saúde e uma escola. Conta também com a Sociedade Cultural e Esportiva Linha Brasil.

## Logradouros
A localidade possui duas estradas nomeadas por lei:
- Rua Pastor Paulo Evers - assim denominado o trecho da ERS-235 que passa pela localidade
- Rua Emílio Dinnebier Filho - estrada que vai à Linha Brasil Fundos